# جيمي هوفمان
جيمي هوفمان (بالإنجليزية: Jamie Hoffmann)‏ هو لاعب هوكي الجليد أمريكي، ولد في 20 أغسطس 1984 في نيو أولم في الولايات المتحدة.

## وصلات خارجية
- جيمي هوفمان على موقع دوري كرة القاعدة الرئيسي (الإنجليزية)
- جيمي هوفمان على موقعبيزبول رفرنس.كوم (الدوري الرئيسي) (الإنجليزية)
- جيمي هوفمان على موقعبيزبول رفرنس.كوم (الدوري الثانوي) (الإنجليزية)
- جيمي هوفمان على موقع إي إس بي إن.كوم (أم.أل.بي) (الإنجليزية)
- جيمي هوفمان على موقع مشجعي الرسوم البيانية (الإنجليزية)
- جيمي هوفمان على موقع دوري الهوكي الوطني (الإنجليزية)
- جيمي هوفمان على موقع EliteProspects.com (الإنجليزية)
- جيمي هوفمان على موقع HockeyDB.com (الإنجليزية)